# Lê Thanh Bình
Lê Thanh Bình (sinh ngày 27 tháng 3 năm 1956) là một Trung tướng Công an nhân dân Việt Nam và chính trị gia người Việt Nam. Ông nguyên là Phó Tổng cục trưởng Tổng cục Tình báo (Tổng cục V), Bộ Công an Việt Nam. Ông từng là đại biểu Quốc hội Việt Nam khóa XII, thuộc đoàn đại biểu Thành phố Hồ Chí Minh.

## Xuất thân
Ông nội của Lê Thanh Vân là đại địa chủ nhưng đã sớm gắn bó với cách mạng. Ông nội ông từng làm Chủ tịch Mặt trận Liên Việt huyện Thạnh Phú, còn bà nội thì tham gia Hội mẹ chiến sĩ ở xã Đại Điền, Thạnh Phú, Bến Tre. Ông bà nội ông từng nuôi và bảo vệ Tiểu đoàn 307 những ngày đầu khi tiểu đoàn này mới thành lập.
Cha ông là Đại tá Lê Thanh Vân (biệt danh "Sáu Ngọc", "Năm Tú", sinh năm 1921, ở Bến Tre), được Nhà nước Cộng hòa xã hội chủ nghĩa Việt Nam truy tặng danh hiệu Anh hùng Lực lượng vũ trang nhân dân vào ngày 16 tháng 8 năm 2016. Lê Thanh Vân từng là Phó trưởng ban an ninh T4, Giám đốc Công an Thành phố Hồ Chí Minh, Trưởng ban an ninh nội chính Thành uỷ TPHCM.
Mẹ ông là bà Đào Thị Hồi (đã mất), công an của đặc khu Sài Gòn - Chợ Lớn. Năm 1949, mẹ ông bị địch bắt khi làm giao thông liên lạc cho cơ quan điệp báo Sài Gòn, bị giam 5 năm ở bót Catinat, khám Chí Hòa.
Cả hai người con lớn của Lê Thanh Vân (trong đó có Lê Thanh Bình) đều theo nghiệp công an.

## Giáo dục
Ông có trình độ chuyên môn là cử nhân chính trị, kĩ sư cơ khí, Đại học An ninh nhân dân và trình độ chính trị là đại học.

## Sự nghiệp
Ông gia nhập Đảng Cộng sản Việt Nam vào ngày 14/4/1984.
Từ 2007 đến 2011, Ông là đại biểu Quốc hội Việt Nam khóa XII, thuộc đoàn đại biểu Thành phố Hồ Chí Minh, đồng thời là Thành ủy viên; Uỷ viên Uỷ ban Quốc phòng và An ninh của Quốc hội, Đại tá, Phó Giám đốc Công an Thành phố Hồ Chí Minh.